# Карлос Альберто Торрес
Ка́рлос Альбе́рто То́ррес (порт. Carlos Alberto Torres; 17 липня 1944, Ріо-де-Жанейро — 25 жовтня 2016, там само) — бразильський футболіст, захисник. По завершенні ігрової кар'єри — футбольний тренер. Включений до переліку «125 найкращих футболістів світу» (відомого як «ФІФА 100»), складеного у 2004 році на прохання ФІФА до сторіччя цієї організації легендарним Пеле.
Як гравець насамперед відомий виступами за клуб «Сантус», а також національну збірну Бразилії.
Чотириразовий переможець Північноамериканської футбольної ліги. У складі збірної — чемпіон світу.

## Клубна кар'єра
У дорослому футболі дебютував 1963 року виступами за команду клубу «Флуміненсе», в якій провів три сезони, взявши участь у 98 матчах чемпіонату.
Своєю грою за цю команду привернув увагу представників тренерського штабу клубу «Сантус», до складу якого приєднався 1966 року. Відіграв за команду з Сантуса наступні вісім сезонів своєї ігрової кар'єри.
Згодом з 1974 по 1981 рік грав у складі команд клубів «Флуміненсе», «Фламенго», «Нью-Йорк Космос» та «Каліфорнія Серф». Протягом цих років тричі виборював титул переможця Північноамериканської футбольної ліги.
Завершив професійну ігрову кар'єру у клубі «Нью-Йорк Космос», у складі якого вже виступав раніше. Прийшов до команди 1982 року, захищав її кольори до припинення виступів на професійному рівні у тому ж році.

## Виступи за збірну
У 1964 році дебютував в офіційних матчах у складі національної збірної Бразилії. Протягом кар'єри у національній команді, яка тривала 14 років, провів у формі головної команди країни 53 матчі, забивши 8 голів.
У складі збірної був учасником чемпіонату світу 1970 року у Мексиці, здобувши того року титул чемпіона світу.

## Кар'єра тренера
Розпочав тренерську кар'єру невдовзі по завершенні кар'єри гравця, 1983 року, очоливши тренерський штаб клубу «Фламенго».
Надалі очолював команди клубів «Корінтіанс», «Наутіко Капібарібе», «Онсе Кальдас», «Монтеррей», «Тіхуана», «Ботафогу», «Керетаро», «Уніон Магдалена» та «Пайсанду» (Белен).
Наразі останнім місцем тренерської роботи була національна збірна Азербайджану, яку Карлос Альберто Торрес очолював як головний тренер 2005 року.

## Титули і досягнення

### Командні
- Переможець Північноамериканської футбольної ліги (4):

«Нью-Йорк Космос»: 1978, 1979, 1980, 1982
- Переможець Панамериканських ігор: 1963
- Чемпіон світу: 1970

### Особисті
- Включений до списку ФІФА 100: 2004